# Papamobil

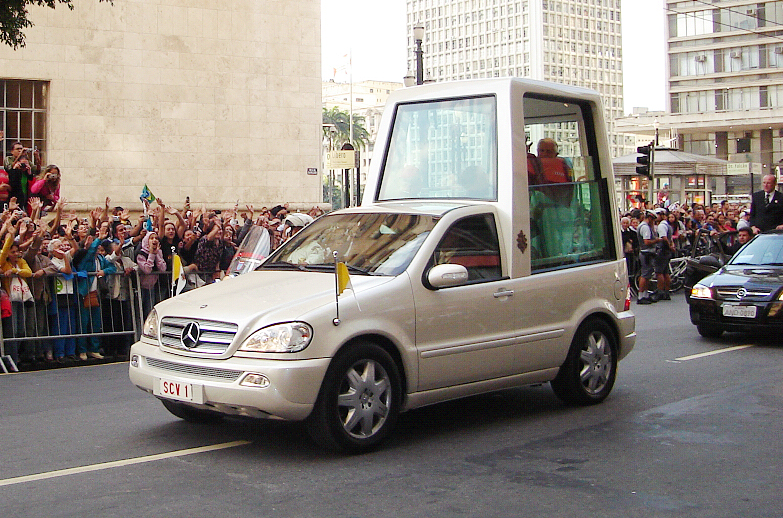
Papež Benedikt XVI. v papamobilu při návštěvě São Paula v roce 2007. Stejným vozem projížděla hlava katolické církve i při návštěvě Prahy a Brna v září 2009

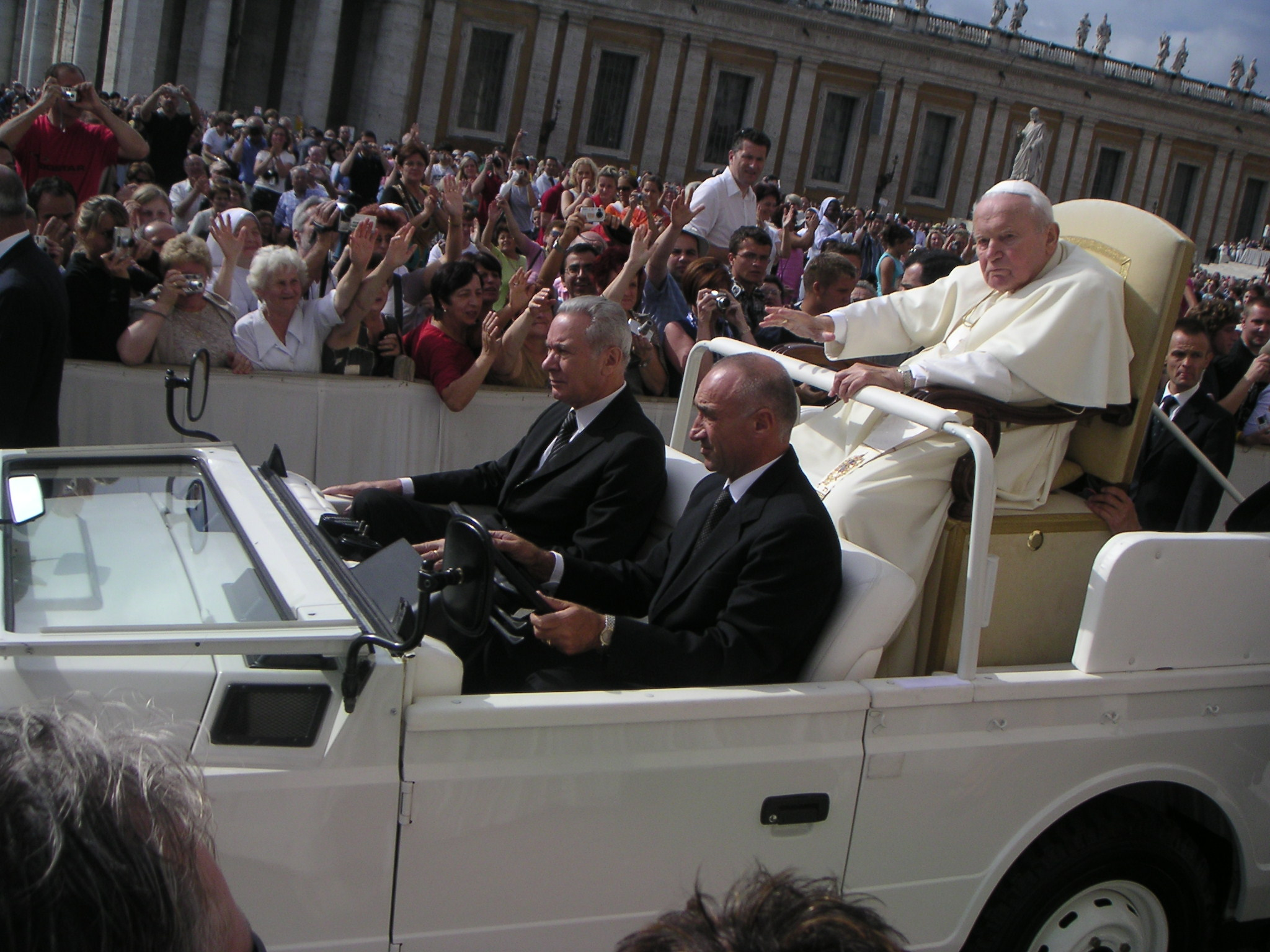
Papež Jan Pavel II. projíždí v otevřeném papamobilu Svatopetrským náměstím (2004)

Papamobil je zvláštní druh automobilu, který slouží pro přepravu a ochranu papeže v průběhu jeho venkovních cest. Původně byl papamobil navržen pro zviditelnění papeže během přesunu skrze davy věřících. Existuje celá řada aut, která jsou speciálně upravena pro potřeby papeže. Ta se v průběhu let vyvíjela, bylo používáno několik druhů aut. Nejznámější je papamobil, který používá hlava katolické církve pro zahraniční cesty. Tím je v současnosti k roku 2009 speciálně upravený Mercedes-Benz ML 430. První papamobil svezl papeže Jana Pavla II. na jeho první cestě do Polska coby nově zvoleného papeže.
Existují různé varianty papamobilu, některé mají otevřenou střechu, takže papež může žehnat věřícím přímo, u jiných je papež chráněn neprůstřelným sklem (v případě Mercedesu ML 430 až 3 cm silným). V současnosti je hlavním dodavatelem papamobilů německá automobilka Mercedes-Benz.. Dnešní papamobily mají registrační značku „SCV 1“, což je zkratka pro stát Vatikán (Stato della Citta del Vaticano). Od dob Jana Pavla II. provozuje Vatikán současně několik obrněných papamobilů, v řadě zemí však při návštěvách používal speciální vozy místních automobilek. Když byly do České republiky v roce 2009 dopraveny dva papamobily shodného typu (jeden do Prahy a jeden do Brna), podle tiskových zpráv měly oba shodnou registrační značku; ze zpráv vyplývá, že všechny papamobily mají shodnou registrační značku.
Přestože se o bezpečnosti hlavy katolické církve velmi často diskutuje, používají se hlavně při akcích na Svatopetrském náměstí často papamobily otevřené. To již vedlo k několika incidentům; například v roce 2007 27letý muž přeskočil bezpečnostní pásku a pokoušel se vniknout dovnitř do vozidla. Papež Benedikt XVI. však nebyl zraněn a incidentu si ani nevšiml.

## Historie

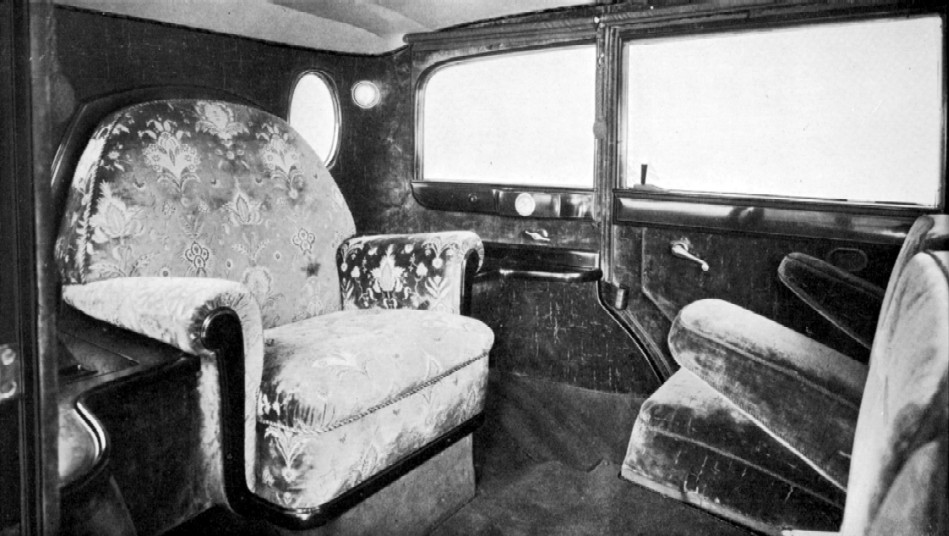
Interiér prvního papamobilu, vozu Mercedes-Benz Typ Nürburg 460

Před nástupem automobilů byla používána nosítka v podobě trůnu, tzv. gestatoria, která neslo dvanáct mužů.
Potřeba reprezentativního automobilu pro hlavu římskokatolické církve se ukázala již v dobách raného automobilismu. Mnozí výrobci aut přicházeli již od konce 19. století se speciálně upravenými automobily pro papeže. Například Ford nabídl upravené prezidentské limuzíny. V roce 1930 věnovala společnost Mercedes-Benz Piovi XI vůz typu Nürnberg 460, kromě dalších vozů Mercedes používal papež též vozy italských značek nebo Citroën.
Během návštěvy Pavla VI. v New Yorku a v Bogotě v 60. letech 20. století sloužil papeži speciálně vybavený vůz Lehmann-Peterson. Nicméně se však stále ještě nejednalo o klasický „papamobil“ jaký se objevil až po pontifikátu Jana Pavla II., tedy upravené bílé terénní auto.
První papamobil byl použit pro papeže Jana Pavla II. na jeho cestě do Polska, kdy jako vozidlo posloužilo otevřené nákladní auto Star 660 M2 od polského výrobce. Původní použité vozidlo se ale do dnešních dnů nezachovalo; dvě skupiny tvrdí, že mají původní podvozek (jeden vlastní podnikatel Marek Adamczak, druhý, s nečitelným číslem, Muzeum přírody a techniky ve městě Starachowice), dále se dochovalo pět kol, kus motoru, chladič.
Během návštěvy papeže v Británii v roce 1979 byl použit upravený automobil typu Ford Transit, o rok později při návštěvě západního Německa mohli věřící a poutníci spatřit hlavu katolické církve v přestavěném terénním automobilu Mercedes-Benz 230 G. Vozy této značky se začaly v pozdějších dobách používat stále častěji a i dnes je německý výrobce luxusních automobilů významným dodavatelem "papamobilů".
První moderní papamobil současného vzhledu se objevil roku 1980, kdy na terénní podvozek byla přidána skříň z plexiskla, která umožňovala snazší průjezd mezi věřícími, ochranu před počasím a lepší viditelnost papeže v davu. Od roku 1981 byly papamobily vybaveny neprůstřelným sklem, poté co na papeže Jana Pavla II. byl spáchán neúspěšný atentát.
Během návštěvy papeže v Kanadě v roce 1984 byl použit speciální vůz postavený firmou Thibault Fire Engine Company v Pierreville v Kanadě. Opětovně se s ním papež svezl při návštěvě Kuby v roce 1998. Od roku 2005 je tento vůz v kanadském národním technickém muzeu.

## Mercedes-Benz ML 430
V roce 2009 papež použil na návštěvu Česka dva (jeden do Brna a druhý do Prahy) upravené vozy Mercedes-Benz ML 430, osmiválec o objemu 4,3 litru schopný maximálního výkonu 279 koní. Rozvor náprav automobilu je 2,8 metru, ze stran i podvozek je navíc pancéřovaný a celý stroj váží okolo 4 tun. V přední části se nachází místo pro řidiče, v zadní pak upravená vyvýšená kabina chráněná 3 centimetry silným neprůstřelným sklem umožňující papeži pohodlně sedět během cesty. Do papežovy kabiny se vejdou ještě jeho dva pobočníci, kteří podobně jako papež nastupují do kabiny ze zadní části vozidla. Papež usedá na křeslo z bílé kůže, které je vyzvednuto do vyvýšené pozice hydraulickým výtahem.
Pro případ nenadálé poruchy je automobil vybaven duplikátním systémem zapalování. Pomocí mikrofonů je zajištěna komunikace papeže s posádkou.